# Cantinflas
Mario Fortino Alfonso Moreno Reyes (tên gọi tắt: Mario Moreno, nghệ danh: Cantinflas; sinh ngày 12 tháng 8 năm 1911 – mất ngày 20 tháng 4 năm 1993) là nam đạo diễn phim hài, nhà sản xuất và biên kịch người México. Diễn viên Charlie Chaplin từng nhận xét Moreno là nghệ sĩ hài xuất sắc nhất, Moreno cũng được gọi là "Charlie Chaplin của Mexico".